# Batalha de Praga
A Batalha de Praga deu-se no dia 6 de maio de 1757, durante a Guerra dos Sete Anos e envolveu 65 mil prussianos e 62 mil austríacos.

## História
A Guerra dos Sete Anos iniciara-se em 1756, com a invasão da Saxônia pelos prussianos de Frederico o Grande. Durante o inverno seguinte, uma grande coalizão formou-se contra a Prússia, encabeçada pela Áustria, França e Rússia.
Ciente de que a França e a Rússia tardariam a colocar seus exércitos em marcha na primavera seguinte, decidiu Frederico lançar um golpe de mão contra a Boêmia, região então pertencente a Áustria, para perturbar a concentração do exército adversário e capturar alguns de seus armazéns. Com um exército de 108 mil homens, divididos em quatro colunas convergentes, o prussiano forçou o recuo do exército austríaco de Browne e logrou efetuar a concentração de suas forças à frente de Praga. Ali também, no limite oriental da cidade, as forças austríacas decidiram interromper o recuo e oferecer batalha.
Carlos de Lorena posicionou-se voltado para o norte, com a frente protegida por um riacho e o flanco esquerdo apoiado na cidade. À direita, confiou sua segurança em um terreno pontilhado por lagos artificiais. Pois foi justamente pela direita que Frederico veio, em uma difícil marcha de flanqueamento, que obrigou os austríacos, pouco a pouco, a mudar de posição.
Ainda assim, a batalha foi dificílima para as tropas prussianas. Salvaram-se pela descoberta de uma brecha no centro da nova linha austríaca, que acabou por obrigar os defensores a se refugiarem na cidade fortificada.
As perdas humanas foram equilibradas, tendo os prussianos a lamentar a morte do inestimável marechal Schwerin.

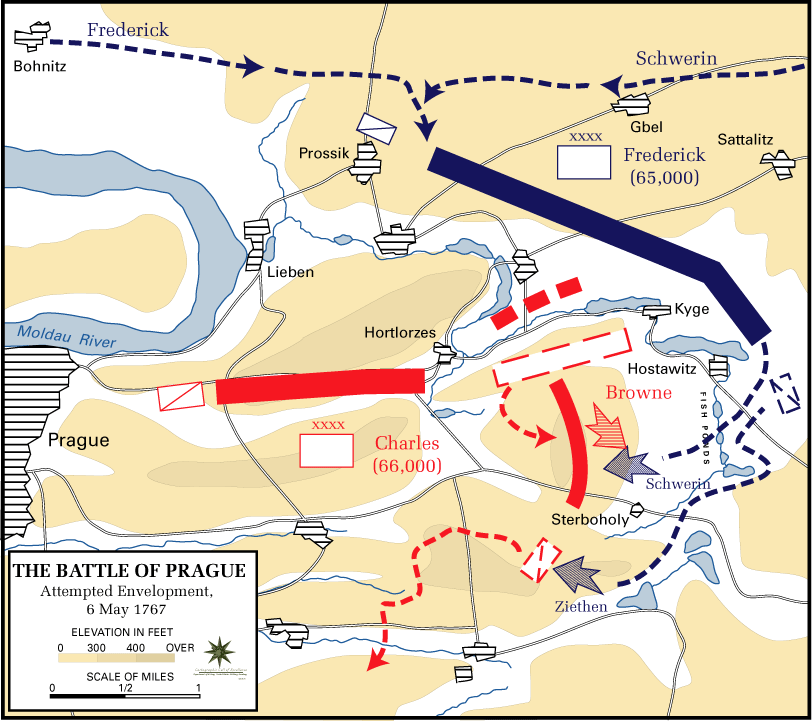
Tentativa de cerco.

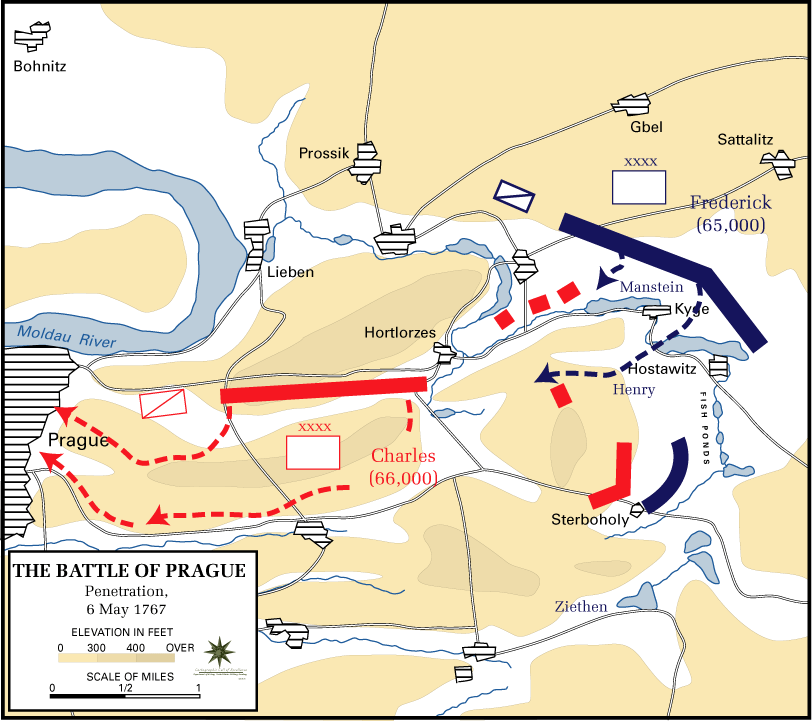
Penetração.